# Grießen (Klettgau)
Grießen ist ein Ortsteil der Gemeinde Klettgau im Klettgau im Landkreis Waldshut.

## Geschichte
In Grießen befand sich einst die Burg Grießen der Herren und Ritter von Grießen. Die Kirche gehörte 1275 zum Dekanat Tengen. Im Bauernkrieg wurden die Klettgauer Bauern am 4. November 1525 in der Schlacht auf dem Rafzerfeld durch den Ritter und Hauptmann Christoph Fuchs von Fuchsberg mit 500 Rittern und 1000 Fußknechten und gleichen Tags am abends die Flüchtenden in Grießen niedergeschlagen.  Unter den Opfern war der reformierte Theologe Hans Rebmann, der geblendet wurde. Landesherr war Graf Rudolf V. von Sulz, nachmals genannt der Bauernbezwinger.
Die Kirche St. Peter und Paul wurde in den 1900er Jahren erbaut.
Am 1. August 1971 kam die bis dahin selbständige Gemeinde Grießen im Rahmen der baden-württembergischen Gebietsreform zur Gemeinde Klettgau.

## Wirtschaft
Grießen ist ein alter Marktflecken. Hier wurden seit dem Mittelalter und bis heute Märkte abgehalten.
Insgesamt hat Grießen seit jeher das Recht vier Märkte pro Jahr abzuhalten.

## Verkehr
Die A 98 führt einspurig als Ortsumfahrung Oberlauchringen auf die B34 Richtung Erzingen. Die Hochrheinbahn hat einen Haltepunkt für einzelne Züge am ehemaligen Bahnhof Grießen.